# Gruber geht
Gruber geht ist ein österreichischer Film von Marie Kreutzer nach einem Roman von Doris Knecht.

## Handlung
Der arrogante Werber John Gruber führt ein egozentrisches Leben mit teuren Autos und schnellem Sex. Für seine Mutter und seine Schwester nimmt er sich nur ungern Zeit – bis ihn eine plötzliche Krebsdiagnose zwingt, sein Leben zu ändern.

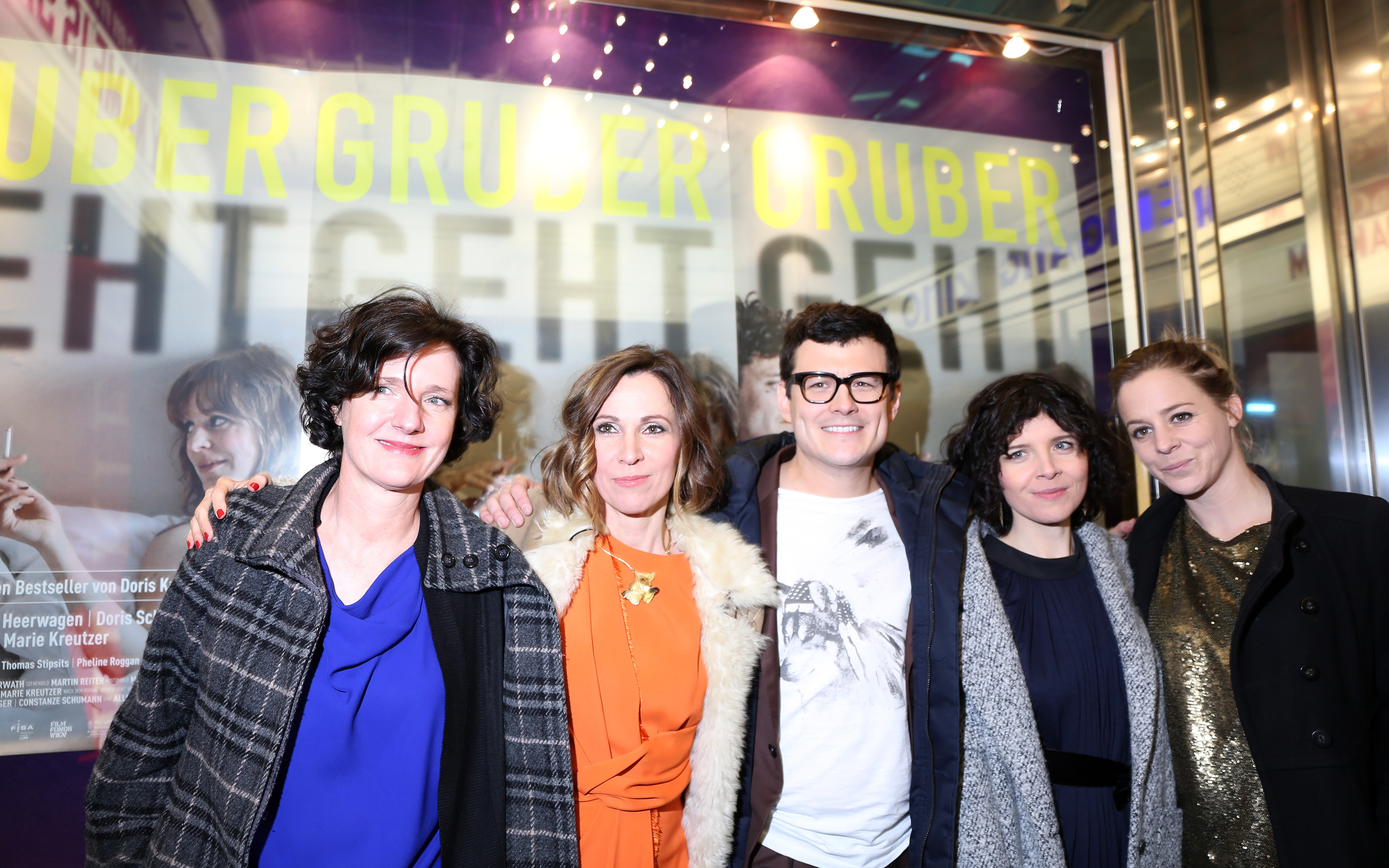
Doris Knecht, Doris Schretzmayer, Manuel Rubey, Marie Kreutzer und Bernadette Heerwagen bei der Premiere (2015)

## Produktion
Gedreht wurde 2014 in Berlin, Wien und im südsteirischen Etzendorf bei Wies. Die Premiere des Films fand am 27. Jänner 2015 im Wiener Gartenbaukino statt.

## Auszeichnungen
- 2015 Romy für Leena Koppe in der Kategorie Beste Kamera Kinofilm